# آلفا رومئو آلفتا
آلفارومئو آلفتا (Alfa Romeo Alfetta) خودرویی است که در سال‌های ۱۹۷۲–۱۹۸۷در میلان تولید شده‌است.
طراحی آن خودروهای موتور جلو-محور عقب بوده طول آن در حالت طبیعی ۴٬۲۷۰ میلیمتر (۱۶۸٫۱ اینچ) است.